# Tyngdlyftning vid olympiska sommarspelen 1928
De olympiska tävlingarna i tyngdlyftning 1928 avgjordes den 28 och 29 juli i Krachtsportgebouw i Amsterdam. 94 deltagare från 19 länder deltog i tävlingarna.

## Medaljörer
| Gren                 | Guld                       | Silver                   | Brons                           |
| 60 kg Detaljer...    | Franz Andrysek Österrike   | Pierino Gabetti Italien  | Hans Wölpert Tyskland           |
| 67,5 kg Detaljer...  | Hans Haas Österrike        | ej utdelad               | Fernand Arnout Frankrike        |
| 67,5 kg Detaljer...  | Kurt Helbig Tyskland       | ej utdelad               | Fernand Arnout Frankrike        |
| 75 kg Detaljer...    | Roger François Frankrike   | Carlo Galimberti Italien | Guus Scheffer Nederländerna     |
| 82,5 kg Detaljer...  | El Sayed Nosseir Egypten   | Louis Hostin Frankrike   | Jan Verheijen Nederländerna     |
| +82,5 kg Detaljer... | Josef Straßberger Tyskland | Arnold Luhaäär Estland   | Jaroslav Skobla Tjeckoslovakien |

## Medaljtabell
| Pl.    | Nation          | Guld | Silver | Brons | Totalt |
| ------ | --------------- | ---- | ------ | ----- | ------ |
| 1      | Tyskland        | 2    | 0      | 1     | 3      |
| 2      | Österrike       | 2    | 0      | 0     | 2      |
| 3      | Frankrike       | 1    | 1      | 1     | 3      |
| 4      | Egypten         | 1    | 0      | 0     | 1      |
| 5      | Italien         | 0    | 2      | 0     | 2      |
| 6      | Estland         | 0    | 1      | 0     | 1      |
| 7      | Nederländerna   | 0    | 0      | 2     | 2      |
| 8      | Tjeckoslovakien | 0    | 0      | 1     | 1      |
| Totalt | Totalt          | 6    | 4      | 5     | 15     |